# Еуклид из Мегара
Еуклид из Мегаре, (стгрч. Ευκλειδης ο Μεγαρευς Ευκλειδης ο Μεγαρευς; око 450. п. н. е. - између 369. и 366. п. н. е.) је старогрчки филозоф, Сократов ученик, оснивач мегарске школе.
О животу Еуклида се готово ништа не зна. Према древном предању, био је један од првих Сократових ученика. Током сукоба између Атине и Мегаре, ризикујући свој живот, ноћу је ушао у град да саслуша чувеног филозофа. У исто време, Еуклид је идентификовао најслабију тачку методе сазнања свог учитеља, критикујући метод расуђивања по аналогији. За разлику од Сократа, користио се методом свођења до апсурда. Еуклид је покренуо проучавање пропозиционалне логике. У свом учењу бранио је идеју о постојању извесног Једног добра, које се, у зависности од перцепције, може назвати мудрошћу, Богом, Разумом итд.

## Биографија
Биографски подаци о Еуклиду су изузетно оскудни. Према древном предању, рођен је у Мегари, малом старогрчком граду на обали Саронског залива Коринтске превлаке. Диоген Лаертије, позивајући се на извесног аутора Александрових сукцесија, даје верзију о сицилијанском пореклу Еуклида из Геле. Подаци из „Таванских ноћи“ Авла Гелија (око 130-170-их) могу индиректно да указују на датум рођења Еуклида. Године 432. п.н.е. Атињани су усвојили тзв Мегарски псефизам, према коме је Мегарима било забрањено да посећују Атину под претњом смрти. Еуклид, „који је пре овог декрета прилично често посећивао Атину и слушао Сократа“, био је приморан да се увече ушуња у град у женској хаљини. То је био једини начин на који је могао да присуствује ноћним гозбама уз учешће свог учитеља. Ујутро, поново обучен у женску хаљину, Еуклид је напустио Атину и препешачио око 30 км до Мегаре. Према овој верзији, 432. године п. н. е. Еуклид је имао најмање 20 година.
Према Диогену Лаертију, Еуклид је постигао успех у вештини расправе. Сократ је, слушајући разговоре једног од својих ученика, рекао: „Моћи ћеш да се слажеш са софистима, Еуклиде, али је мало вероватно да ћеш моћи да се носиш са људима.“
Еуклид се у два Платонова дијалога помиње као пријатељ Терпсиона у Теетету, и међу ученицима који су дошли да се опросте од Сократа пре његовог погубљења у Федону.
Према касноантичкој традицији, након Сократове смрти, Еуклид је привремено склонио своје ученике, који су се плашили одмазде од стране учитеља. Након Сократове смрти, Еуклид је створио сопствену филозофску мегарску школу. Његови ученици су Иктхиа, Еубулид, Клиномах, Стилпон и Пасикл.
Процењени датум Еуклидове смрти је између 369. и 366. године пре нове ере. Овај интервал је израчунат на основу два античка извора. У дијалогу „Теетет“, где је представљен Еуклид, помиње се епизода једног од ратова из 369. п. н. е.. Диодор Сикулус у „Историјској библиотеци“ приликом набрајања најзначајнијих хеленских филозофа и научника 366. п. н. е. не помиње Еуклида.

## Учење

### Једно добро
Еуклидово учење комбинује идеје филозофске школе Елеатика, посебно Парменида и Сократа. За Сократа је врлина уједињена, њен садржај је добар. За Елеате, све што постоји је једно. Код Еуклида су се ове две изјаве спојиле. Попут Елеатика и Парменида, Еуклид је тврдио да постоји одређена јединствена и непроменљива суштина која се може спознати само разумом. Оно, према различитим аспектима своје перцепције, има назив Мудрост, Бог, Разум, итд. Само ово једино „Добро“ постоји у стварности, све остало, супротно њему, има привремено и пролазно постојање. Еуклидов монизам се састојао у признавању постојања само једне врлине и једног бића, који су у његовој философији неодвојиви од појма Бога. Тако је Еуклид дао учењу Елеата етички карактер Сократове филозофије.
Бити за „мегарике“ представља нешто вечно, недељиво, непроменљиво, непокретно Добро. У овом концепту, они настављају учење Сократа, који је разматрао питања дефинисања „врлине“. Његови одговори су често били контрадикторни и нејасни. Дефиниција „врлине” је скоро немогућа са позиције релативизма. Оно што је добро за једног биће зло за другог. Еуклид уводи концепт Апсолутног добра. То је једино што постоји, све остало је видљива илузија. Правда, мудрост и други концепти представљају различите аспекте јединственог Добра.

### Дијалектика
Еуклидова дијалектика има значајне противречности са Сократовом методом. Сократ је извукао нове закључке из почетних, несумњивих изјава; преселио од познатих до мање познатих. Еуклид је одбацио метод расуђивања по аналогији. Заиста, овим методом трагања за истином, закључци долазе из аналогија са сличним или различитим стварима. У случају сличности, боље је обратити се самом субјекту, али у случају несличности, сама аналогија је неприкладна и закључци таквог поређења ће се природно показати погрешним. Еуклид је критиковао не почетне изјаве, већ закључке извучене из њих. Према Диогену Лаертију, Еуклид је своје доказе градио апагогијски, односно показујући апсурдност последица. Тако је он, као Сократов ученик, пронашао најслабији аспект методе сазнања свог учитеља, који је укључивао резоновање по аналогији.
Ниједно од шест Еуклидових дела која се помињу у античким изворима (сократовски дијалози „Ламприје“, „Есхин“, „Феникс“, „Критон“, „Алкибијад“ и „О љубави“) није сачувано.
Почетком 20. века било је широко распрострањено веровање да Еуклид и Мегарици имају одређено учење слично Платоновој теорији идеја. Поистовећивали су се са „пријатељима идеја“ које је Платон критиковао у Софисту. Ова хипотеза није добила адекватну подршку и одбачена је.

### Утицај и памћење
Учење Еуклида, које је комбиновало идеје Елеатика и Сократа, развијено је у делима филозофа мегарске школе. „Елеатску“ страну развили су Еубулид, Диодор и Алексин, „сократску“ страну Стилпон. Еуклид и Мегарици су поставили темеље за проучавање пропозиционе логике. Допринос „мегарика” историји филозофије укључује оповргавање ставова супротних њиховом учењу, као и стварање неколико познатих софизама, као што су парадокси гомиле, лажов и други. Због тога се могу назвати и „еристичарима“ и „дијалектичарима“. Софизми „мегарика” требало је да покажу недоследност логичких конструкција. Следбенике Еуклида, а самим тим и мегарску школу, Диоген је критиковао, говорећи у духу да „нема ученике, него жучне црве“. У овом случају, Диоген је игром речи („школа” – „σχολειο”, „жуч” – „χολη”) истакао посебно узбуђење и одбацивање туђих мишљења од стране „мегарика”. Један од циљева представника ове филозофске школе био је да докажу недоследност појединачних чулних идеја. У еуклидској премиси да је све једно добро и да су оно што видимо само различити аспекти тога, нема места за исправна и погрешна мишљења. Све зависи од тога шта треба да докажете. Мегарска школа је у томе наставак рационалистичког приступа софиста, с том разликом што њихов циљ није био практичан добитак у говору на судовима и у народним скупштинама, већ да докажу безначајност логичких закључака заснованих на претпоставци постојање многих суштински различитих концепата.
Старогрчку филозофију након Сократове смрти карактеришу покушаји да се допуни и комбинује сократско учење. Покушавају да га повежу са покретима питагорејства, достигнућима Елеатика, Хераклита и других раних предсократских филозофа. Еуклид је створио школу нових елеата. Ранији мотиви почели су да се примењују на сократску филозофију појмова. Мегарска филозофска школа је, преко учитеља Зенона из Китиума, Стилпа и Диодора Крона, претеча стоицизма.
У 13.-16. веку, Еуклид из Мегаре се сматрао аутором математичких „Принципа“ (око 300. године пре нове ере) његовог познатог математичара. Прва штампана издања математичког дела изашла су „под ауторством“ Еуклида из Мегаре. 